# FK Bosna Dokanj
FK Bosna je bosanskohercegovački nogometni klub iz mjesta Doknja kraj Tuzle. Klub je prestao s aktivnošću.